# Рудка (гміна)
Гміна Рудка (пол. Gmina Rudka) — сільська гміна у східній Польщі. Належить до Більського повіту Підляського воєводства.
Станом на 31 грудня 2011 у гміні проживало 2026 осіб.

## Територія
Згідно з даними за 2007 рік площа гміни становила 70.21 км², у тому числі:
- орні землі: 51.00%
- ліси: 42.00%

Таким чином, площа гміни становить 5.07% площі повіту.

## Населення
Станом на 31 грудня 2011:
| Опис     | Загалом | Загалом | Чоловіки | Чоловіки | Жінки | Жінки |
| -------- | ------- | ------- | -------- | -------- | ----- | ----- |
| одиниця  | осіб    | %       | осіб     | %        | осіб  | %     |
| все      | 2026    | 100     | 1021     | 50.39    | 1005  | 49.61 |
| міське   | 0       | 100     | 0        |          | 0     |       |
| сільське | 2026    | 100     | 1021     | 50.39    | 1005  | 49.61 |

## Сусідні гміни
Гміна Рудка межує з такими гмінами: Бранськ, Бранськ, Ґродзіськ, Клюково, Цехановець.